# Volksrevolutionaire Partij van Toeva
Volksrevolutionaire Partij van Toeva (VRPT) (Russisch: Тувинская народно-революционная партия (ТНРП), Toevianskaij naradno-revoloetsjionnaia partija (TNRP)), was een politieke partij in de voormalige Volksrepubliek Tannoe-Toeva. De partij werd in 1921 gesticht door jonge Toevaanse revolutionairen nationalisten. Van 1921 tot 1944 was het de enige toegestane partij in Toeva.
In 1929 grepen Stalinistische communisten in Toeva de macht en maakten van de VRPT een communistische partij. 
Nadat Tannoe-Toeva in 1944 een autonome regio van de Sovjet-Unie was geworden verdween de partij.

## Lijst van secretarissen-generaal van de VRPT
- Oyun Kursedi (voorzitter) - 1923-1924
- Mongush Shagdyr - 1924-1926
- Mongush Buyan-Badyrgy - 1926-1927
- Sodnam Balchir Ambyn-noyon - 1927-1929
- Irgit Shagdyrzhap - 1929-1932
- Salchak Kolbakkhorekovitsj Toka - 1932-1944